# Polityka zagraniczna Niemiec
Polityka zagraniczna Niemiec obejmuje relacje bilateralne oraz członkostwo w formatach multilateralnych i organizacjach międzynarodowych i regionalnych (m.in. Unia Europejska, Organizacja Narodów Zjednoczonych, NATO, G7), także działania w sferze ochrony praw człowieka, ochrony klimatu, pomocy humanitarnej oraz migracji.

Logo Federalnego Ministerstwa Spraw Zagranicznych Niemiec

## Kształtowanie się głównych celów i kierunków polityki zagranicznej po zjednoczeniu Niemiec
Po zjednoczeniu Niemiec i zmianie sytuacji międzynarodowej potrzebne było zdefiniowanie interesu narodowego oraz kierunków celów polityki zagranicznej. W 1994 roku w rządowej Białej Księdze dotyczącej polityki zagranicznej i bezpieczeństwa Niemiec określono 5 podstawowych interesów:
- ochronę wolności, bezpieczeństwa, integralności terytorialnej i dobrobytu Niemiec
- integrację Niemiec z demokracjami europejskimi w ramach Unii Europejskiej
- trwały i zrównoważony sojusz transatlantycki z USA jako mocarstwem światowym
- dążenie do porozumienia i partnerstwa ze wschodnimi sąsiadami oraz ich przyłączenie do struktur zachodnich, a także ukształtowania nowego europejskiego systemu bezpieczeństwa
- przestrzeganie praw człowieka oraz sprawiedliwego światowego ładu gospodarczego opartego na gospodarce wolnorynkowej

Nastąpiło też zdefiniowanie kierunków polityki zagranicznej, szczególnie w obszarze polityki wschodniej, wyodrębniając politykę wobec krajów Europy Środkowo-Wschodniej, Rosji i Wspólnoty Niepodległych Państwa oraz krajów zachodniobałkańskich. Z obszaru polityki zachodniej wydzielono kwestie integracji europejskiej oraz relacji transatlantyckich. Założenia te nie uległy znaczącym zmianom po przejęciu władzy w Niemczech przez koalicję socjaldemokratów i zielonych w 1998 roku.

## Relacje europejskie

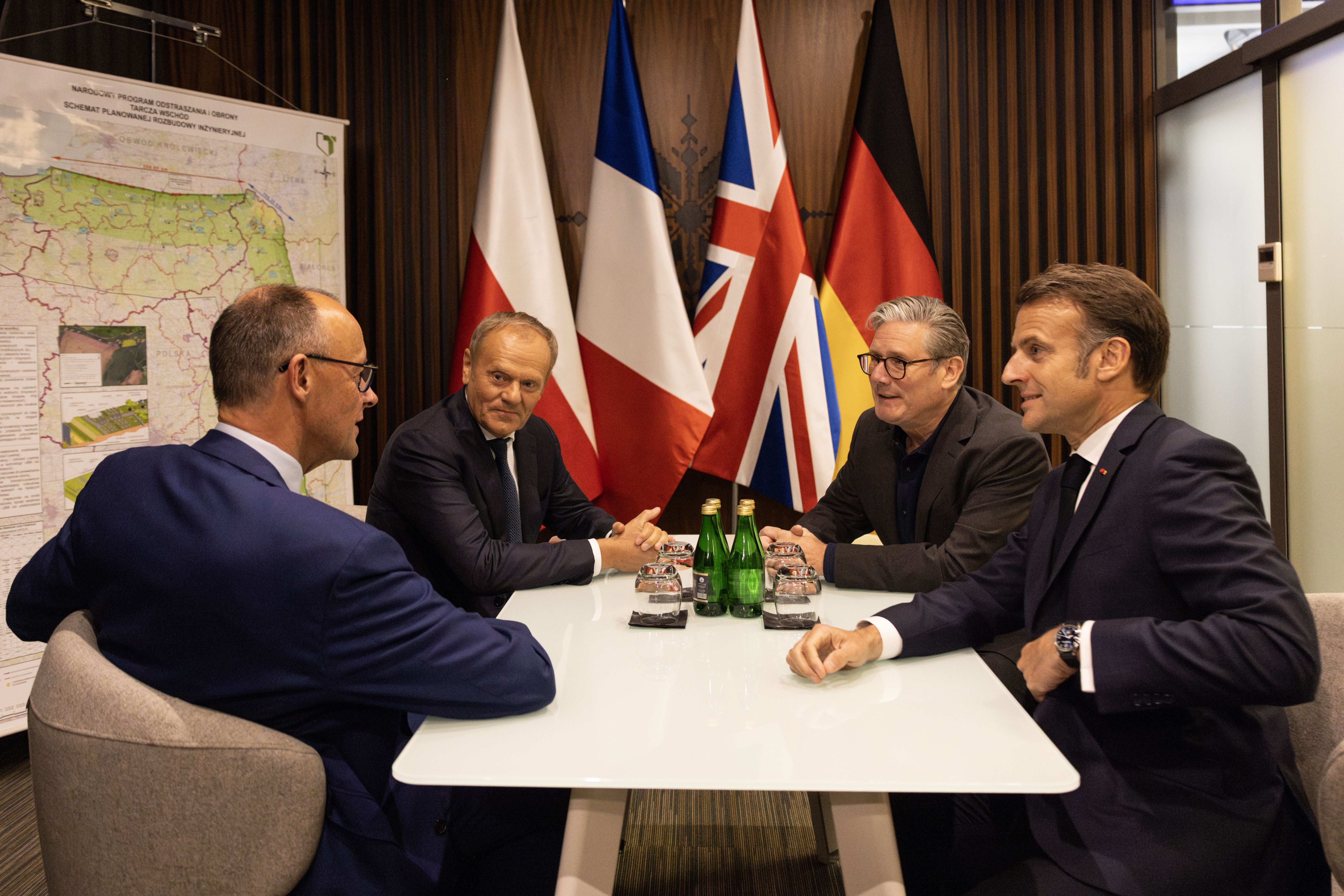
Kanclerz Niemiec Friedrich Merz podczas rozmowy z przywódcami Francji, Polski i Zjednoczonego Królestwa, 2025

Niemcy wraz z Francją pełnią wiodącą rolę w Unii Europejskiej. Pomimo odmiennych stanowisk i różnic w interesach współpracę niemiecko-francuską określa się „silnikiem” integracji europejskiej.
W okresie rządów Angeli Merkel zauważana była zmiana w polityce europejskiej Niemiec w kierunku wzrostu znaczenia niemieckiej racji stanu kosztem solidarności europejskiej i potrzeb innych krajów UE (w szczególności krajów postkomunistycznych).
Podczas przemówienia na Uniwersytecie Humboldtów w Berlinie w maju 2009 kanclerz Merkel zdefiniowała cztery zasady polityki europejskiej Niemiec:
- łączenie interesów niemieckich i spojrzenia całościowego (poszukiwanie rozwiązań łączących małe i duże państwa Unii Europejskiej)
- dalsze pogłębianie procesu integracji europejskiej
- świadomość niepowtarzalności Unii Europejskiej i poparcie rozwiązań przyjętych w traktacie lizbońskim
- funkcjonowanie Unii Europejskiej na bazie wspólnych wartości

Kanclerz Olaf Scholz podczas przemówienia w Pradze w 2022 roku nakreślił cele niemieckiej polityki europejskiej, w tym proponowane kierunki reformy Unii Europejskiej. Celem reform ma być wzmocnienie UE na arenie międzynarodowej w kontekście wyzwań związanych z agresywną polityką Rosji oraz konkurencją ze strony Chin. W zakresie zmian instytucjonalnych kanclerz zaproponował stopniową rezygnację z zasady jednomyślności podczas głosowań w Radzie Unii Europejskiej oraz zmianę mechanizmu podziału liczby deputowanych w Parlamencie Europejskim między różne państwa członkowskie.
Przyjęta w 2023 roku niemiecka strategia bezpieczeństwa akcentuje potrzebę wzmocnienia wspólnej polityki zagranicznej i bezpieczeństwa Unii Europejskiej, m.in. poprzez wdrażanie przyjętej w marcu 2022 roku strategii bezpieczeństwa Unii Europejskiej (Kompasu Strategicznego) oraz intensyfikację współpracy wojskowo-technicznej w ramach PESCO (Permanent Structured Cooperation) i współpracy w zakresie przemysłu obronnego. W dokumencie wyrażono też poparcie dla rozszerzenia UE o kraje Bałkanów Zachodnich, Ukrainę i Mołdawię.

## Relacje z USA

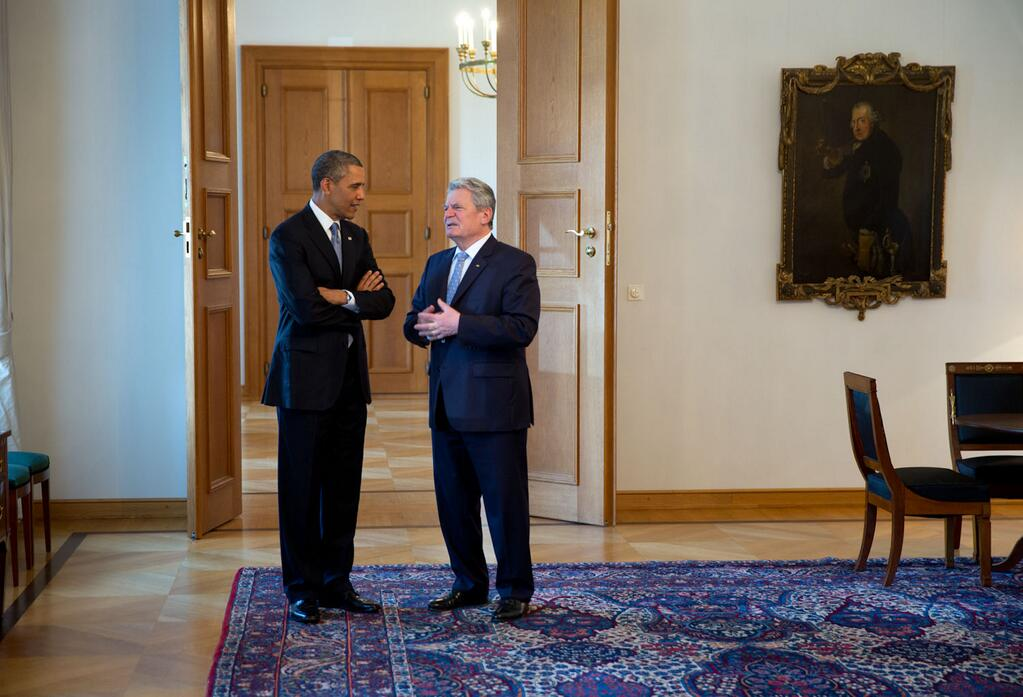
Rozmowa prezydenta Niemiec Joachima Gaucka z prezydentem USA Barackiem Obamą w Berlinie, 2013

Do czynników wpływających na istotne znaczenie stosunków amerykańsko-niemieckich należą:
- rola USA jako największej gospodarki świata
- wysoki poziom wymiany handlowej (USA są najważniejszym odbiorcą niemieckich towarów i usług) i inwestycji (USA są największym inwestorem zagranicznym w Niemczech)
- uzależnienie Niemiec od technologii amerykańskich (IT, sztuczna inteligencja)
- znaczenie USA jako gwaranta bezpieczeństwa
- obecność wojskowa USA w Niemczech (35 tysięcy żołnierzy)

Obszary problemowe we wzajemnych stosunkach obejmują kwestie bezpieczeństwa oraz stosunek do Chin i Rosji. Pogorszenie stosunków niemiecko-amerykańskich uwidoczniło się w okresie prezydentury Donalda Trumpa.

## Relacje z Rosją

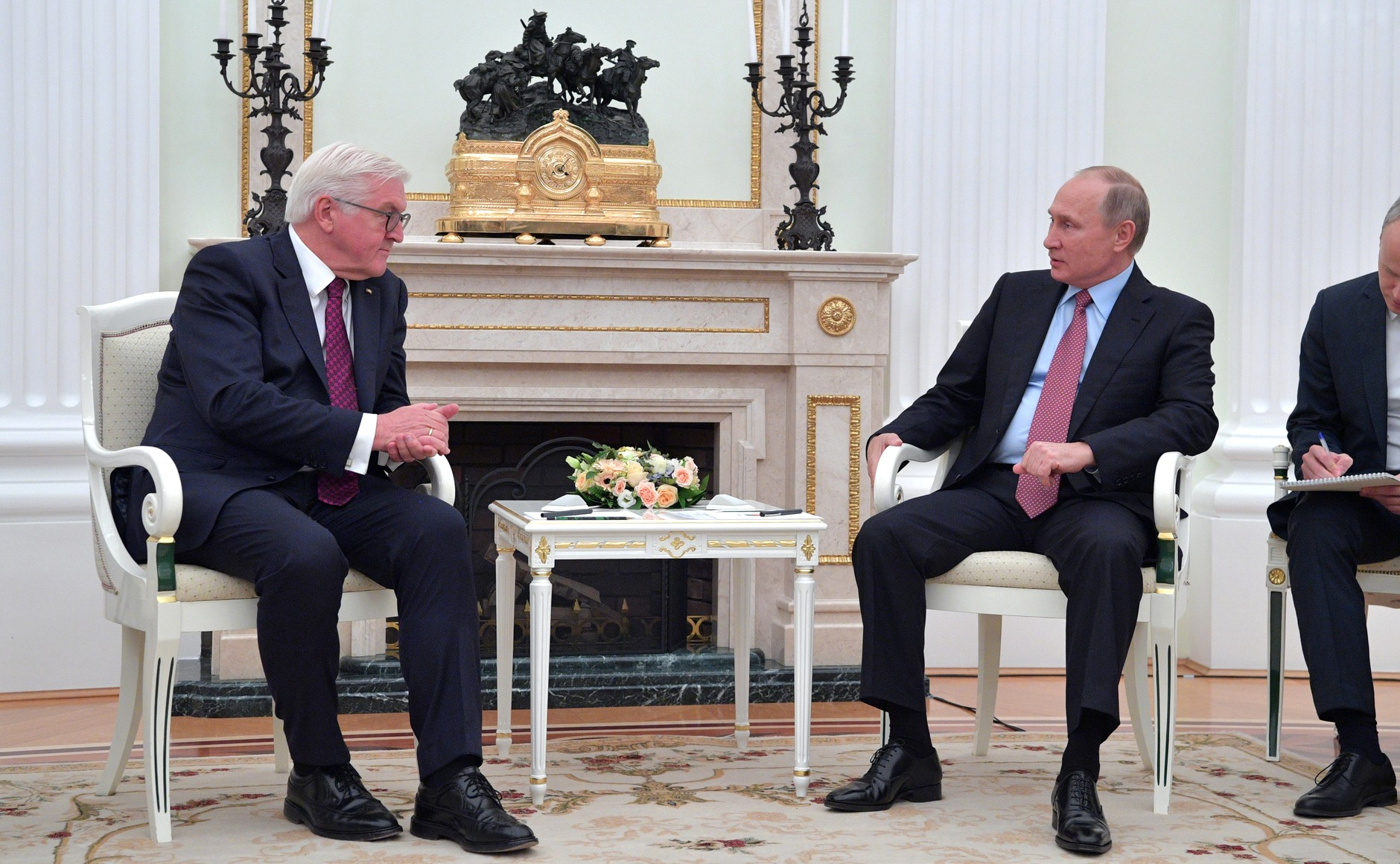
Prezydent Niemiec Frank-Walter Steinmeier podczas wizyty w Rosji, 2017

W niemieckiej polityce zagranicznej Rosja zajmuje kluczowe miejsce z uwagi na jej położenie geopolityczne, potencjał demograficzny i militarny, zasoby surowcowe, rynek zbytu dla towarów niemieckich oraz tradycję dwustronnej współpracy. W niemieckiej percepcji Rosję postrzegano jako strategicznego partnera i dominowała postawa kooperacji zamiast konfrontacji. Jednym z paradygmatów polityki zagranicznej Niemiec było rozwijanie dobrych relacji z Moskwą na równi z polityką rozszerzenia NATO i UE w Europie Środkowej. Było to związane z doświadczeniami historycznymi (II wojna światowa, pokojowe zjednoczenie Niemiec). Wyraźnym przykładem niemiecko-rosyjskiej współpracy był budzący wiele kontrowersji Gazociąg Północny.
Inwazja Rosji na Ukrainę w 2022 roku skutkowała rewizją dotychczasowej polityki Niemiec wobec Rosji. Do błędów w tym obszarze przyznał się prezydent Frank-Walter Steinmeier.
Niemcy są istotnym ośrodkiem rosyjskiej emigracji politycznej opozycyjnie nastawionej do Władimira Putina. Zjawisko to obserwuje się od 2011 roku, zaś nasiliło się po rosyjskiej agresji na Ukrainę.

## Relacje z Chinami
Chiny postrzegane są przez władze Niemiec jednocześnie jako partner i rywal. Stosunki chińsko-niemieckie cechują silne więzi ekonomiczne. Chiny są ważnym kierunkiem inwestycji niemieckich firm (m.in. z zakresu przemysłu motoryzacyjnego i chemicznego). W 2023 roku Chiny były największym partnerem handlowym Niemiec, a rok później zajęły drugie miejsce po USA.
Chiny poprzez inwestycje w Niemczech realizują nie tylko cele gospodarcze, ale również polityczne – pozyskiwanie nowych technologii i zwiększanie uzależnienia gospodarek innych krajów. Dostrzegając zagrożenia władze niemieckie wskazują na konieczność ograniczenia „jednostronnych zależności” niemieckiej gospodarki od Chin unikając jednocześnie radykalnego ograniczenia relacji gospodarczych.